# Вид Арля с пшеничного поля
«Вид Арля с пшеничного поля» (фр. Les Moissonneurs) — картина Ван Гога, написанная художником в июне 1888 года, одна из нескольких картин с пшеничным полем, написанных художником тем летом. Находится в музее Родена в Париже (Франция).

## История
Ван Гогу было около 35 лет, когда он переехал в Арль на юге Франции. Там он был на пике своей карьеры, создав несколько лучших своих работ. Полотна, написанные в Арле, представляли различные аспекты повседневной жизни, такие как «Урожай в Ла-Кро». В это время был создан его один из самых узнаваемых циклов картин «Подсолнухи». Он постоянно работал, чтобы идти в ногу со своими творческими идеями. Вероятно, это был один из самых счастливых периодов его жизни. Он был уверен, ясен и, по-видимому, доволен.
Его работы в этот период представляют собой кульминацию таких влияний предыдущих двух лет в Париже, как импрессионизм, неоимпрессионизм и японское искусство (японизм). Его стиль того времени отличается яркими цветами и энергичными широкими мазками импасто.

## Пшеничные поля

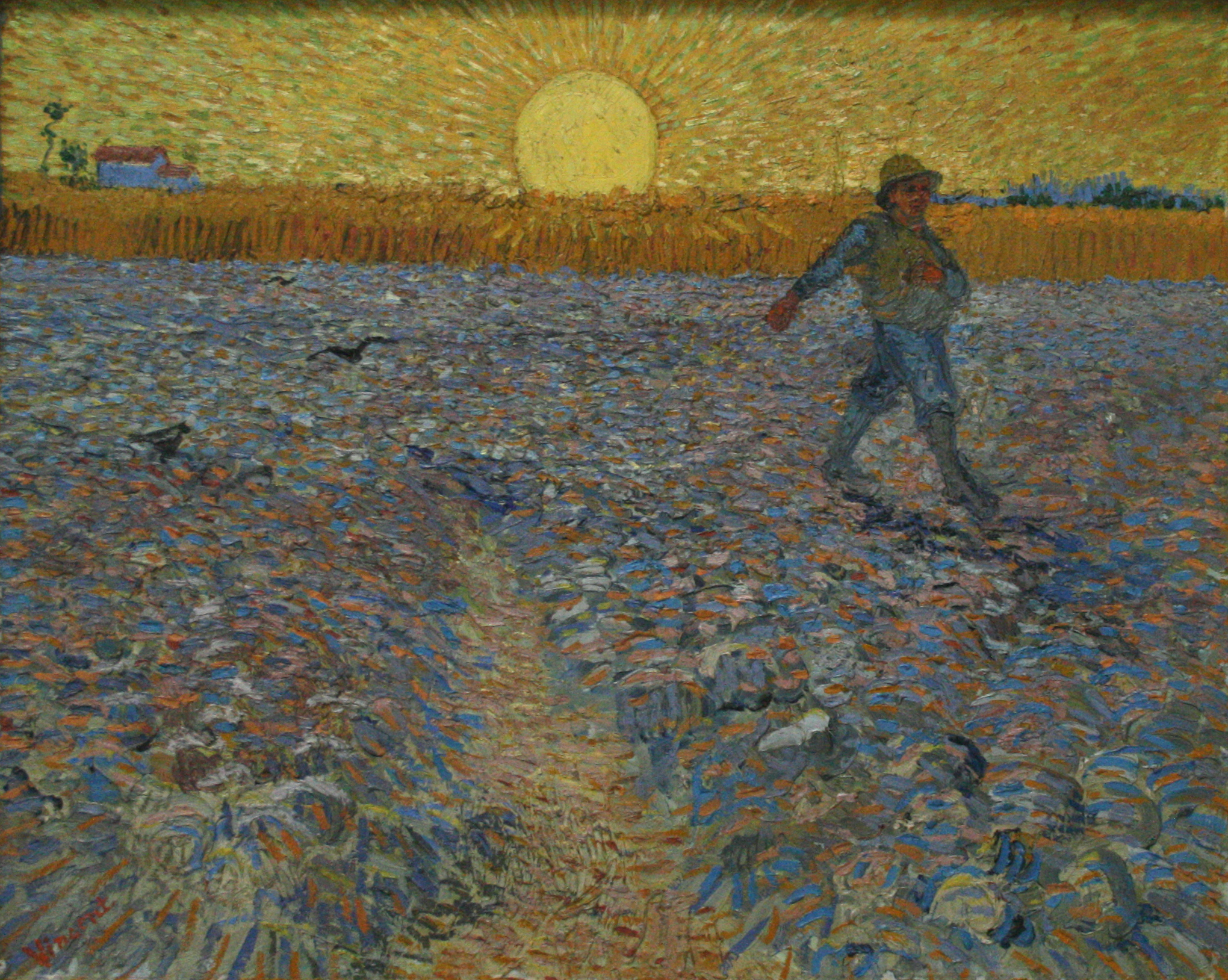
«Сеятель», 1888.

Тесная связь крестьян с различными сезонами в природе, такими как посевная страда, сбор урожая, снопы пшеницы на полях, особенно интересовала Ван Гога. Ван Гог видел, как пахота, посевная и уборка урожая символизируют усилия человека по преодолению изменчивых времён года: «сеятель и сноп пшеницы стояли вечно, а жнец и его коса — безвозвратная смерть». Предрассветные часы, способствующие прорастанию и возрождению, и пшеничные поля на закате изображены на картине «Сеятель».
В 1889 году Ван Гог писал о том, как пшеница была для него символичной: «Что может сделать человек, когда он думает обо всём, что не может понять, но смотрит на поля пшеницы … Мы, живущие хлебом, разве мы сами не похожи на пшеницу… чтобы быть собранными, когда мы созрели?».

## Цикл картин «Урожай»
В течение последней половины июня 1888 года Ван Гог работал над циклом из десяти картин «Урожай», что позволило ему экспериментировать с цветом и техникой. «Сейчас я провёл неделю, усердно работая на пшеничных полях под палящим солнцем», — написал он 21 июня 1888 года своему брату Тео.

## Описание
На картине «Вид Арля с пшеничного поля» изображён сбор урожая. На переднем плане — собранные вместе снопы пшеницы. В центре картины изображён процесс сбора урожая: две фигуры косцов за работой в море жёлтого и охры. На горизонте видна панорама Арля. Ван Гог писал цикл пшеничных полей как «…пейзажи, жёлтое — старое золото — сделано быстро, быстро, быстро и в спешке, точно так же, как косец, который молчит под палящим солнцем, занятый только сбором урожая». Ван Гог использовал пейзажный формат для всех своих картин «Пшеничные поля». Эта картина, выполненная в портретном формате, стала единственным исключением.